# ㄵ
ㄵ(니은지읒)은 한글 낱자의 ㄴ과 ㅈ을 겹쳐 놓은 것이다. 첫소리로는 쓰이지 않고 용언의 받침에만 쓰인다.
어말이나 닿소리(ㅇ을 제외한 초성 자음) 앞에서는 ㄴ으로 소리나며, 후행 닿소리를 된소리로 만든다. 하지만 다음 음절이 홀소리로(초성 ㅇ) 시작하면 ㄴ, 그 음절 첫소리에 ㅈ 소리가 난다. 또 다음 음절 첫소리가 ㅎ일 때는 ㅈ이 ㅎ과 합쳐져 ㅊ 소리가 난다.
- 앉다 → [안따]
- 앉는 → [안는]
- 앉아 → [안자]
- 앉히다 → [안치다]

## 코드 값
| 종류                  | 종류           | 글자 | 유니코드 | HTML     |
| --------------------- | -------------- | ---- | -------- | -------- |
| 한글 호환 자모        | 한글 호환 자모 | ㄵ   | U+3135   | &#12597; |
| 한글 자모 영역        | 첫소리         | ᅜᅠ   | U+115C   | &#4444;  |
| 한글 자모 영역        | 끝소리         | ᅟᅠᆬ   | U+11AC   | &#4524;  |
| 한양 사용자 정의 영역 | 첫소리         |   | U+F78E   | &#63374; |
| 한양 사용자 정의 영역 | 끝소리         |   | U+F87C   | &#63612; |
| 반각                  | 반각           | ﾥ    | U+FFA5   | &#65445; |

## 정보
| 자명 | 니은지읒（남） 니은지읒（북）                                                                                           |
| 발음 | 어중 : [ nd͡ʑ ], 어말 : [ n ], 어중 구개음화 : [ nd͡ʑ ]（남） 어중 : [ nd͡z ], 어말 : [ n ], 어중 구개음화 : [ nd͡ʑ ]（북） |
| 이음 | 후행 자음이 평음일 경우 평음이 경음으로 된다. 후행 자음이 ㅎ일 경우 [ nt͡ɕʰ(남) 또는 nt͡sʰ(북) ]으로 소리난다.            |